# Horisme orientalis
Horisme orientalis är en fjärilsart som beskrevs av Holloway 1979. Horisme orientalis ingår i släktet Horisme och familjen mätare. Inga underarter finns listade i Catalogue of Life.